# جورج فرازير كير
جورج فرازير كير هو عسكري كندي، ولد في 8 يونيو 1895 في Deseronto ‏ في كندا، وتوفي في 8 ديسمبر 1929 في تورونتو في كندا بسبب تسمم بأحادي أكسيد الكربون.